# Mordellistena hoosieri
Mordellistena hoosieri is een keversoort uit de familie spartelkevers (Mordellidae). De wetenschappelijke naam van de soort is voor het eerst geldig gepubliceerd in 1910 door Blatchley.